# La Tourlandry
La Tourlandry là một xã thuộc tỉnh Maine-et-Loire trong vùng Pays de la Loire phía tây nước Pháp. Xã này nằm ở khu vực có độ cao trung bình 183mét trên mực nước biển.
Sông Èvre chảy qua thị trấn.